# Édgar Navarro
Édgar Cesáreo Navarro Sánchez (25 de mayo de 1971) es un deportista mexicano que compitió en atletismo adaptado. Ganó cuatro medallas en los Juegos Paralímpicos de Verano, en los años 2004 y 2016.
En las elecciones estatales del Estado de México de 2009 con 172,387 votos fue electo presidente municipal de Nezahualcóyotl para el periodo 2010-2012.

## Palmarés internacional
| Juegos Paralímpicos | Juegos Paralímpicos     | Juegos Paralímpicos | Juegos Paralímpicos |
| Año                 | Lugar                   | Medalla             | Prueba              |
| ------------------- | ----------------------- | ------------------- | ------------------- |
| 2004                | Atenas (Grecia)         | Medalla de oro      | 200 m T51           |
| 2004                | Atenas (Grecia)         | Medalla de bronce   | Maratón T51         |
| 2016                | Río de Janeiro (Brasil) | Medalla de plata    | 400 m T51           |
| 2016                | Río de Janeiro (Brasil) | Medalla de bronce   | 100 m T51           |